# Cornish Pirates
Die Cornish Pirates (korn. An Vorladron Gernewek) sind eine englische Rugby-Union-Mannschaft, die in der RFU Championship spielt, der zweithöchsten englischen Liga.
Die Geschichte des Vereins beginnt mit der Gründung der beiden Vereine Penzance RFC (1876) und Newlyn RFC (1874). Am 22. November 1945 fusionierten beide Clubs zum Penzance and Newlyn RFC, später umbenannt in Cornish Pirates. In den 1950er Jahren gehörte der Verein zu den bekanntesten in England. In den folgenden Jahrzehnten verlor er jedoch an Bedeutung. Ab 2005 spielten die Pirates im Camborne Rec, zuvor war man im Mennaye Field in Penzance zu Hause gewesen. 2010 kehrten sie an ihre traditionelle Heimstätte zurück.

## Bekannte ehemalige Spieler
- Joe Bearman (England)
- Rob Elloway (Deutschland)
- Ed Fairhurst (Kanada)
- Aisea Havili (Tonga)
- Vili Ma’asi (Tonga)
- Stan McKeen (Kanada)
- Brian Stevens (England)